# Spareribs

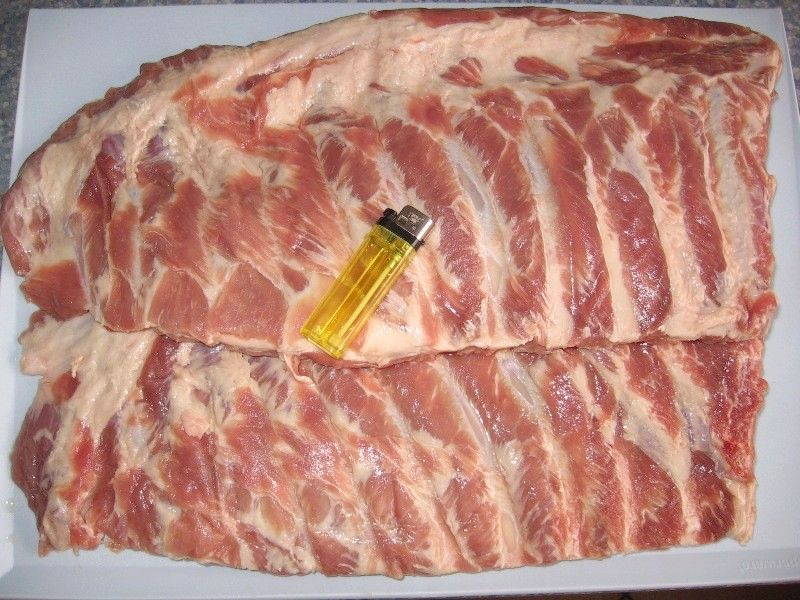
Spareribs mit Größenvergleich

Sparerib ist das englische Wort für Schälrippchen und bezeichnet im ursprünglichen Sinn nur die Rippen aus dem Schweinebauch. Zusammen mit Pulled Pork und Beef Brisket bilden die Spareribs die Holy Trinity („Heilige Dreifaltigkeit“) des Barbecues nach nordamerikanischem Vorbild.

## Arten und Zuschnitt

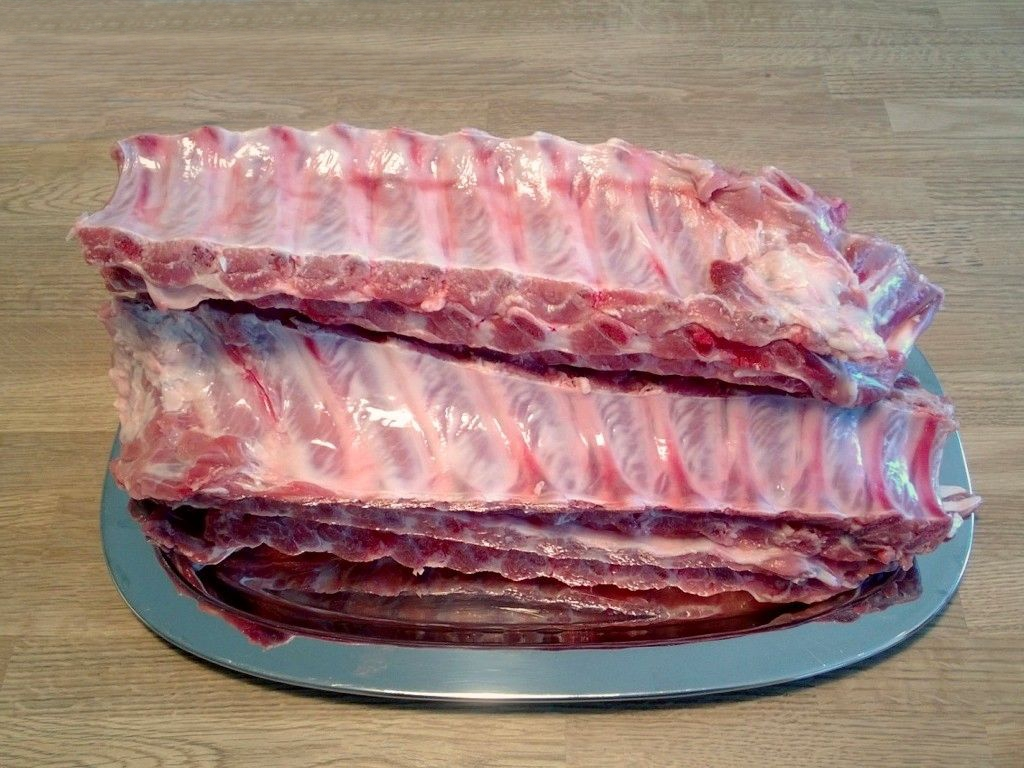
Babybackribs

Nach dem allgemeinen Sprachgebrauch sind vor allem drei Arten von Spareribs voneinander zu unterscheiden: Babybackribs, auch Loin Ribs genannt, der sogenannte St. Louis Cut und die klassischen Spareribs.
Bei den Babybackribs handelt es sich nicht um Spareribs im eigentlichen Sinne, jedoch werden auch sie oft als solche bezeichnet. Babybackribs sind vielmehr die Rippenknochen aus dem Kotelettzuschnitt (Kotelettrippchen) zwischen Rücken und Bauch. Diese Rippchen werden in Deutschland regional auch Leiterchen genannt. Sie sind in der Regel zarter und fleischiger (zuschnittabhängig) sowie kürzer als die Spareribs.
Die Rippchen nach dem St. Louis Cut stammen vom Bauch des Schweins. Im Rohzuschnitt beinhalten die Rippchen noch den Knorpelteil des Schweinebauchs, im amerikanischen Rib Tip genannt. Der St. Louis Cut verlangt ein Abtrennen der Rib Tips sowie das Entfernen der dünnen Rippenspitze. Das Fleisch der Rippchen nach dem St. Louis Cut ist langfaseriger und damit bissfester als das der Babybackribs. Auch enthält dieser Zuschnitt aufgrund der Herkunft vom Bauchteil des Schweins deutlich mehr Fett und Bindegewebe als die Kotelettrippchen.
Bei den Spareribs handelt es sich um den Rohzuschnitt der Rippchen aus dem Schweinebauch mit dem Knorpelteil (Rib Tip).

## Zubereitung
Nach den nordamerikanischen Rezepten werden die Rippchen in der Regel zunächst von der Silberhaut befreit und mit einer trockenen Gewürzmischung (Rub) eingerieben. Direkt anschließend oder nach einer gewissen Marinierzeit werden sie langsam bei Niedertemperatur (100–130 °Celsius) über 4 bis 6 Stunden im Barbecue-Smoker, im Grill mit indirekter Hitze oder im Backofen gegart. Anschließend werden die Rippchen entweder mit Barbecuesauce bestrichen (wet ribs) oder pur (dry ribs) gegessen.

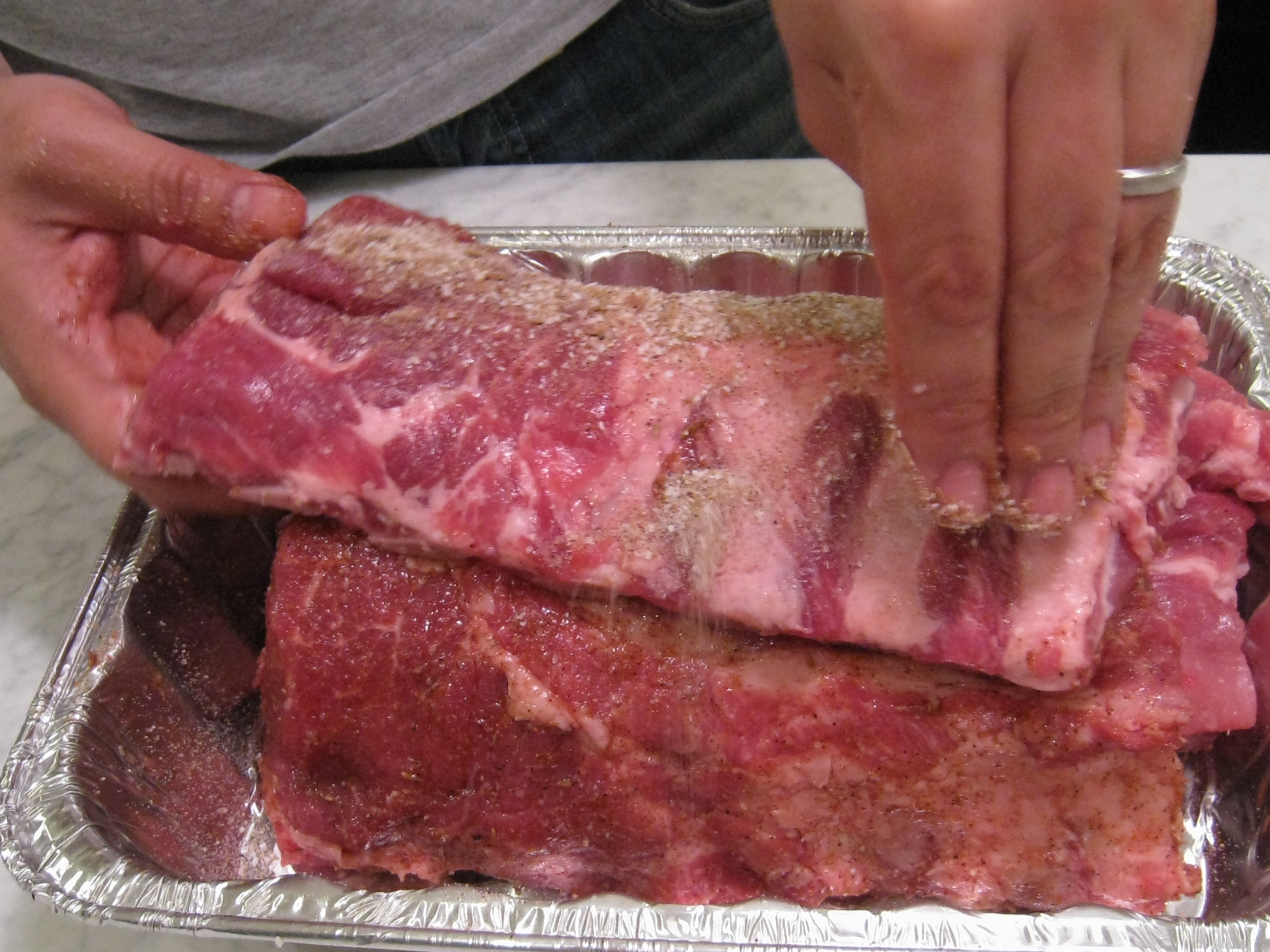
Auftragen der Gewürzmischung
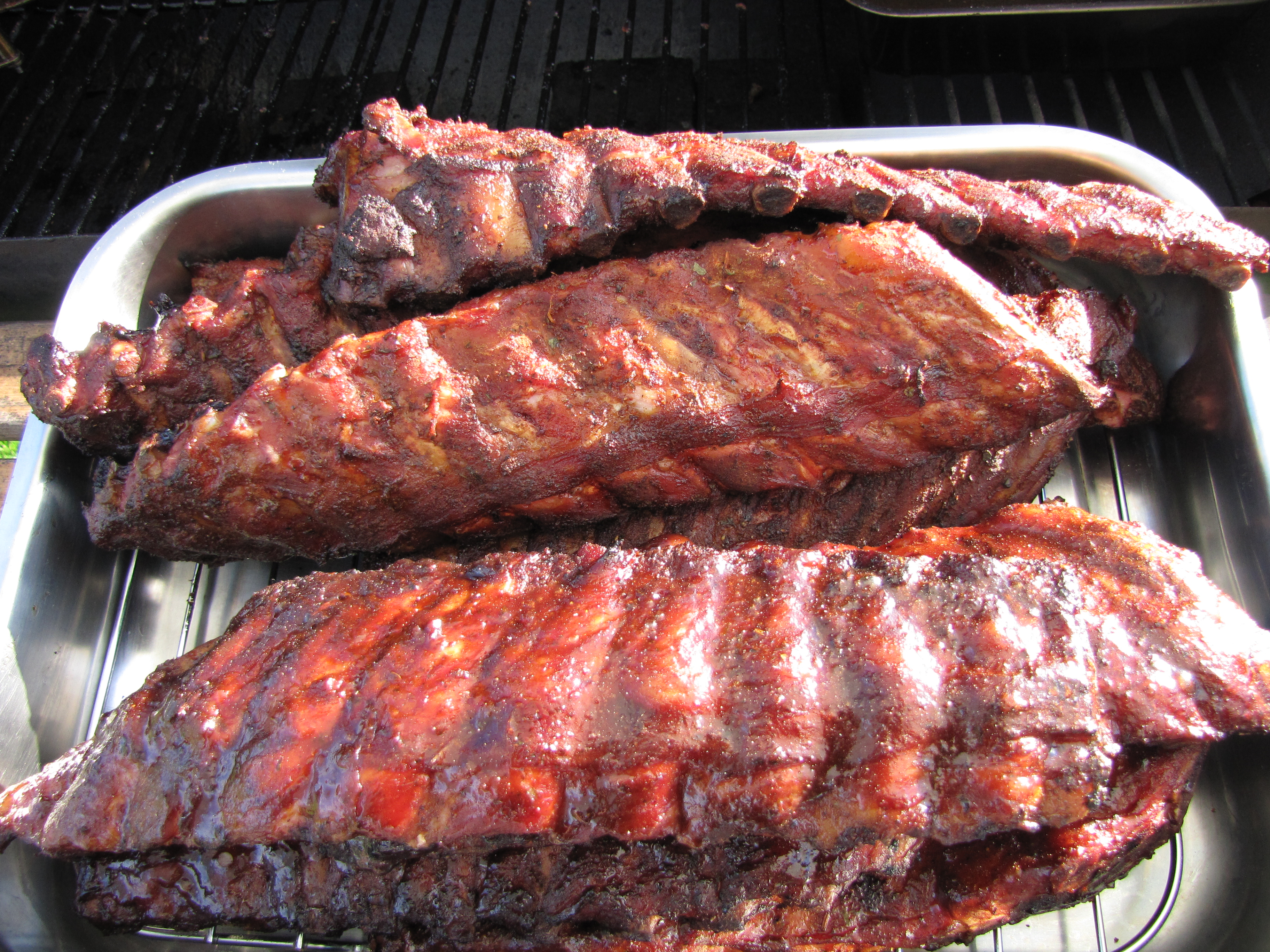
Babybackribs aus dem Barbecue-Smoker, zum Teil mit Barbecuesauce glasiert
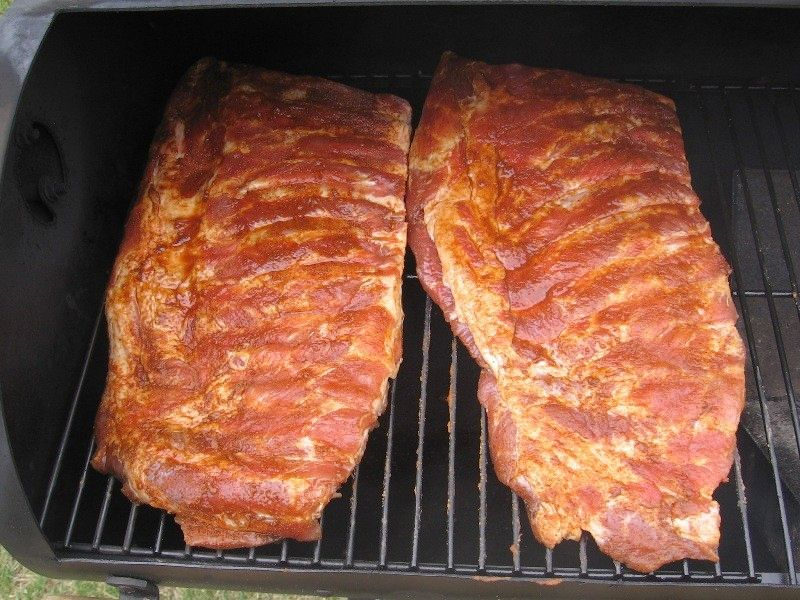
Spareribs im Barbecue-Smoker